# Marco Vanoli
Marco Vanoli (ur. 2 maja 1949 roku w Lucernie) – szwajcarski kierowca wyścigowy.

## Kariera
Vanoli rozpoczął karierę w międzynarodowych wyścigach samochodowych w 1977 roku od startu w German Racing Championship, gdzie jednak nie zdobywał punktów. W późniejszych latach Szwajcar pojawiał się także w stawce 24-godzinnego wyścigu Le Mans (1979, 1983-1986), World Challenge for Endurance Drivers, European Touring Car Championship, World Championship for Drivers and Makes, FIA World Endurance Championship oraz World Sports-Prototype Championship.